# 克瓦塔剧团

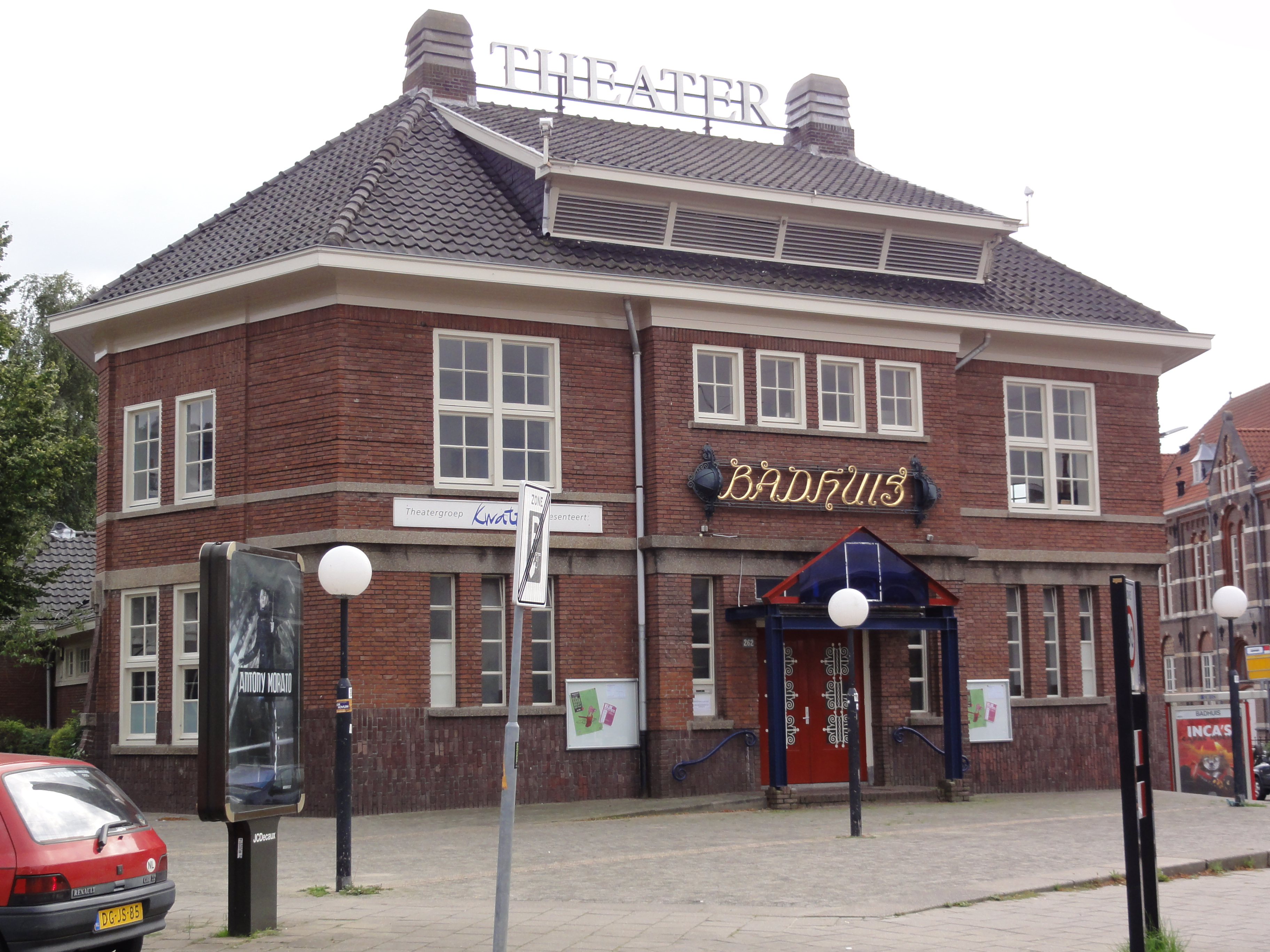
奈梅亨达尔斯韦格的Het Badhuis剧院

克瓦塔剧团（Kwatta）是海尔德兰省的专业青少年剧团，总部设在奈梅亨的Badhuis剧院。剧团的艺术总监是作家兼导演Josee Hussaarts。克瓦塔成立于2002年，之前的剧团Tejater Teneeter于2001年解散。
2023年，由于缺乏持续的资助以及对地区剧院景观的支持，克瓦塔剧团被迫宣布永久关闭。

## 风格
像大多数青少年剧团一样，克瓦塔不仅在剧院内演出，还在学校等场所进行演出。剧团的演出涉及多种艺术形式，包括动画、奇迹戏剧、音乐和木偶戏。有些演出采用类似歌剧的风格，结合了精美的布景、歌唱、古典音乐与演唱。剧团处理的主题也包括一些较为严肃的议题，如死亡、宗教、破裂的家庭和难民问题。

## 制作与评价
克瓦塔制作了60多部演出，其中许多获得了媒体的好评。其中一些演出也在荷兰之外取得了成功，尤其是《Jabber》和《Mismuis》这两部作品。《Jabber》曾在多个欧洲国家以及中国、埃及和美国上演。这是一部在主题和形式上都非常独特的演出，讲述了不同种类的鸟类必须共同居住在一个巢穴里，并且设法互相沟通的故事。
《Van drie oude mannetjes die niet dood wilden》一剧在2006年被选为费城国际青少年剧场演出（IPAY），《Mismuis》于2014年，和《Hou van die hond》于2015年也参与了这一活动。其他演出，如《Dissus》，曾获得银色克雷克尔奖，并提名为金色克雷克尔奖，该奖项每年颁发给荷兰最优秀的青少年剧场演出。
2020年，COVID-19疫情导致剧场演出受到限制。由于疫情，原定的演出和国际巡演被取消。在2020和2021年的封锁期间，克瓦塔剧团作为线下演出的替代，创作了听觉剧场、电视剧场，并制作了一部国际视频/动画作品，故事中《Jabber》的一位角色访问全球各地的艺术家，展示他们在隔离中的生活。
在2021至2022年，克瓦塔创作了《Blote Konten》和《Metamorfosen》两部作品。2023年春，剧团再次上演了成功的《Mismuis》，并在Badhuis剧院进行12场演出。同时，剧团出版了周年纪念书籍《20年Kwatta，许多艺术与飞行工作》，由Studio Another Day的平面设计师设计。这是克瓦塔剧团的最后一部作品。

## 冲突与结局
剧团自2019年以来一直受到冲突的困扰，这些冲突最终在公众面前爆发，导致管理层和工作人员的流失。尽管剧团的艺术作品受到好评，但由于剧团管理不善以及由此产生的财务问题，荷兰文化理事会在2020年决定不再支持其国家资助。在2021年3月，荷兰文化理事会宣布，克瓦塔剧团在2021至2024年期间将不再获得文化基础设施资金（BIS）。紧接着，剧团也失去了省级的持续资助，2022年3月，剧团宣布将在2022年中期停止所有活动。通过出版《20年Kwatta，许多艺术与飞行工作》纪念书，克瓦塔剧团在2023年留下了它在海尔德兰青少年剧场的最后印记。